# Johnny Dodds
Pour les articles homonymes, voir Dodds.
Johnny Dodds (né le 12 avril 1892 à Waveland dans l'État de Mississippi et mort le 8 août 1940 à Chicago) est un clarinettiste de blues et de jazz américain et le frère aîné du batteur Warren Baby Dodds (premier batteur à ajouter des cloches au set de batterie).

## Biographie
Installé en 1909 à La Nouvelle-Orléans, Johnny Dodds rejoint l'orchestre de Kid Ory vers 1912, celui de King Oliver en 1916 et celui de Papa Celestin en 1918. Il se marie avec Bessie Munson en 1915. Pendant ces années, il reçoit des leçons de Lorenzo Tio fils. En 1920, ayant perdu son clarinettiste Jimmie Noone, Oliver fait venir Dodds à Chicago où il va demeurer le reste de ses jours. Le Creole Jazz Band de King Oliver compte alors Baby Dodds à la batterie, Honoré Dutrey au trombone, Lil Hardin au piano et Bill Johnson à la basse. À la suite d'une tournée en Californie en 1922, Louis Armstrong rejoint le groupe qui fait une série d'enregistrements avant le départ de King Oliver en 1924.
De 1925 à 1927 à Chicago, Johnny Dodds participe aux célèbres enregistrements Hot Five et Hot Seven de Louis Armstrong et Red Hot Peppers de Jelly Roll Morton, parmi les plus importants de l'histoire du jazz. Il excelle dans un rôle de soutien, jouant de subtiles contre-mélodies derrière la trompette; ses soli sont empreints de blues et d'émotion. Dodds utilise une clarinette « système Albert », avec une anche très forte qui lui donne un son riche et puissant aux dépens de la vélocité. Il fait d'autres enregistrements avec Lil Hardin et Natty Dominique (en) mais ralentit sa production musicale après le décès de son épouse en 1931. Il exerce une certaine influence sur le jeune Benny Goodman. Jean-Christian Michel s'est inspiré de sa sonorité et de son vibrato, parfois de son phrasé.
Johnny Dodds meurt d'une embolie cérébrale en 1940; Sidney Bechet lui dédie alors le morceau "Blue for you, Johnny".
Il est inhumé dans le cimetière Lincoln à Blue Island, près de Chicago.

## Discographie
- Gut bucket blues (avec Louis Armstrong), 1925
- Gate Mouth, 1926
- The Pearls (avec Jelly Roll Morton), 1927
- Wolverine Blues (avec Jelly Roll Morton), 1927
- Weary blues (avec Louis Armstrong), 1927
- Blue Clarinet stomp, 1928